# Кто подставил кролика Роджера
«Кто подставил кролика Роджера» (англ. Who Framed Roger Rabbit)) — американский комедийный анимационно-игровой фильм режиссёра Роберта Земекиса, выпущенный в 1988 году компаниями Touchstone Pictures и Amblin Entertainment. В основу сюжета лёг роман 1981 года «Кто вырезал кролика Роджера?» (англ. Who Censored Roger Rabbit?) Гэри Вульфа, адаптацию осуществил дуэт сценаристов — Джеффри Прайс и Питер  С. Симан.
В фильме совмещены рисованная мультипликация и игра живых актёров. Действие происходит в 1947 году в Голливуде, и по сюжету здесь наравне с людьми существуют анимационные персонажи, именуемые «мультяшками» (англ. toons). В основном мультяшки проживают в вымышленном районе Лос-Анджелеса — Мультауне (англ. Toontown), представляющем собой подобие этнического поселения одной национальной группы (по аналогии с Чайна-тауном, населённым эмигрантами из Китая). Большинство мультяшек работают актёрами мультфильмов, другие зарабатывают обычными для людей способами, в том числе и незаконными.
Бюджет составил 70 млн долларов. «Кто подставил кролика Роджера» был одним из самых дорогих фильмов, выпущенных в то время, но затраты в конечном счёте были покрыты кассовыми сборами более чем в 150 млн долларов в кинотеатрах США, суммарные сборы по всему миру — 330 миллионов долларов.
Фильм получил признание от критиков, а зрители сочли его «новаторским», ему присуждены 4 премии «Оскар»: за лучший монтаж фильма, лучший звуковой монтаж, лучший звук и особые достижения.
Сцены, сыгранные живыми актёрами, режиссировал Роберт Земекис, они снимались в основном на киностудии Borehamwood в Хартфордшире (Англия), мультипликационный материал был режиссирован Ричардом Уильямсом и снят на его лондонской анимационной студии.
Фильм был выпущен в прокат Buena Vista Distribution при поддержке филиала Touchstone Pictures. В Соединённых Штатах получил рейтинг PG от MPAA.
В 2016 году вошёл в Национальный реестр фильмов, имеющих культурное, историческое или эстетическое значение.

## Сюжет
Голливуд, 1947 год; персонажи снимаемых там мультфильмов являются живыми, и обычные люди называют их мультяшками. Сами мультяшки живут в части Голливуда под названием Мультаун. Владелец мультипликационной студии Рауль Марун нанимает детектива Эдди Валианта (имеющего проблемы с алкоголем) и говорит, что в последнее время его не устраивает работа мультяшки кролика Роджера. Также Марун сообщает о слухах насчёт неверности жены Роджера, Джессики Рэббит. Он хочет предоставить Роджеру доказательства измены, рассчитывая, как ни странно, что это поможет Роджеру сконцентрироваться на работе. По его мнению, если открыть Роджеру глаза на его супругу, тот перестанет её боготворить, и горькая правда охолодит его безответственность. Эдди очень неохотно соглашается на работу, поскольку недолюбливает мультяшек. Он рассказывает о своём новом деле своей возлюбленной Долорес, работающей в баре, а один из посетителей смеётся над ним, услышав, что его наняли в мультстудии. Рассерженный Эдди затыкает ему рот пирожком, после чего уходит. Долорес поясняет, что не так давно его брата убил мультяшка.
Придя в кабаре, в котором Джессика выступает в качестве певицы, Эдди случайно сталкивается с «королём шуток» Марвином Акме, владельцем компании «Acme» и Мультауна. Акме со смехом выпрыскивает на рубашку Эдди чернила из авторучки, но затем показывает, что эти чернила — исчезающие. К своему удивлению, Эдди обнаруживает, что Джессика не крольчиха, как он думал до этого, а мультяшная роковая женщина. После выступления Джессики Эдди замечает Акме входящим к ней в гримёрку и тайком фотографирует их за безобидной на человеческий взгляд игрой в ладушки. Роджер, увидев фотографии, приходит в полное отчаяние. На следующий день агентство Эдди посещает лейтенант полиции Сантино и сообщает, что Акме убит: ночью на его складе ему на голову сбросили сейф. Свидетелей нет, но в убийстве обвиняют Роджера: у него есть мотив для убийства и нет алиби, а улики, найденные на месте преступления, указывают на то, что убийца был именно мультяшкой. Эдди знакомится с грозой всех мультяшек — судьёй Роком и его подручными, бандой хорьков из «мультяшного патруля». Судья наглядно демонстрирует, что грозит Роджеру в случае поимки: поскольку мультяшку невозможно убить традиционными методами, судья придумал «сироп» — смесь ацетона, бензола и скипидара, способную растворить мультяшку.
Эдди возвращается в свой офис-квартиру и на пороге встречает коллегу Роджера малыша Германа, который утверждает, что Роджер не мог убить Акме: дело в том, что Акме не оставил никакого завещания в отношении Мультауна, но Герман уверен, что оно существует, так как Акме в своё время пообещал после своей смерти отдать право на владение Мультауном его обитателям. Эдди не собирается помогать мультяшке, тем более, что он сам считает Роджера виновным, но, случайно взглянув на первую полосу газеты с одной из сделанных им фотографий, он замечает торчащее из кармана Акме завещание. Потом он находит прячущегося в квартире Роджера, который тоже заявляет, что он не убивал Акме: с его слов, он провёл ночь в гримёрке Джессики, рассчитывая застать её там, но в итоге не дождался и написал ей любовную записку на найденном там листке бумаги. Записку он прихватил с собой, а рядом со своим домом наткнулся на хорьков и не рискнул возвращаться туда. Он уговаривает Эдди помочь ему, поскольку детективное агентство «Валиант и Валиант» с давних пор имеет в Мультауне добрую славу. Эдди не хочет иметь дело с мультяшками после гибели брата, несмотря на то, что они оба раньше любили Мультаун и его жителей. Внезапно к нему вламываются хорьки, рыщущие по городу в поисках Роджера, но Эдди всё-таки прячет кролика и обводит их вокруг пальца. Хорьки уходят, убедившись, что Роджера тут «нет». После Эдди тайком проносит его в бар Долорес, и она прячет его в потайной комнате.

Эдди Валиант (Боб Хоскинс) и Роджер

К Эдди в агентство приходит Джессика и говорит, что её интрижка с Акме, которую он заснял, была ненастоящей: Марун заставил её соблазнить Акме, пригрозив выгнать Роджера из кино. У Эдди появляется версия, что Марун мог убить Акме, чтобы завладеть Мультауном, но Долорес, которая навела свои справки, выясняет, что Мультауном хочет завладеть компания «Кловерлиф», скупающая по всему городу земельные участки. Более того, если до сегодняшней полуночи не найдётся завещание Акме, Мультаун перейдёт в собственность «Кловерлиф». Судья Рок, нагрянувший в бар, где перед этим Роджер вышел из своего убежища и рассмешил посетителей, тщетно обещает тем же посетителям приличное вознаграждение за сдачу кролика. Хоть все молчат, судья понимает, что Роджер здесь, и выманивает его, а затем хочет казнить в «сиропе» за убийство Акме, но Эдди настаивает на последнем желании и даёт Роджеру выпить. Из-за этого, как Эдди и предполагал, Роджер слетает с катушек и устраивает в баре кавардак, после чего сбегает вместе с Эдди. Мультяшка-такси, освобождённый ими из автомобиля хорьков, отвозит их в безопасное место — какой-то кинотеатр. Эдди в конечном итоге раскрывает Роджеру причину своей неприязни к мультяшкам. Некоторое время назад он и его брат расследовали преступление в Мультауне, но неизвестный мультяшка, которого они и преследовали, сбросил на них из окна рояль. Эдди получил перелом руки, а его брат погиб. Когда на экране начинается новостная кинохроника, оказывается, что «Кловерлиф» приобрела мультипликационную студию Маруна. Эдди считает это зацепкой.
Приехав на студию Маруна, Эдди оставляет Роджера в машине. Он солгал Маруну, будто у него завещание Акме, и договорился о встрече. Он входит на студию, но оставшегося Роджера оглушает и кладёт в багажник своей машины Джессика. Марун готов применить оружие для перехвата завещания, а Эдди внезапно лишает его оружия и сам угрожает ему, если Марун не объяснит, что входит в планы «Кловерлиф». Напуганный владелец студии рассказывает, что эта компания хотела получить, помимо его студии, ещё и Мультаун; Акме не захотел отдавать завещание, поэтому Марун собирался шантажировать его снимками с Джессикой; теперь же, если до полуночи не раздобыть завещание, «Кловерлиф» заасфальтирует новоприобретённый Мультаун. В этот момент кто-то пытается застрелить Эдди через окно, но он успевает увернуться, и пуля попадает в Маруна. Марун погибает, Эдди выглядывает в окно и видит убегающую Джессику. Она уезжает на своей машине, и Эдди садится в свою, чтобы её догнать. На подходе к Мультауну Эдди на время останавливается, чтобы собраться с духом, и, уже въехав на его территорию, переживает различные передряги, прежде чем снова встречает Джессику. Она, к удивлению, спасает его от судьи Рока, и рассказывает, что в Маруна выстрелил именно он, а она нарочно спрятала Роджера в багажник своей машины, чтобы обезопасить его, но не успела спасти и Маруна тоже. К её ужасу, Роджер выбрался из багажника её вышедшей из строя машины и уехал на машине Эдди, и, поскольку на их след выходят хорьки, Эдди случайно голосует на дороге, вызывая этим знакомую мультяшку-такси. Такси увозит их прочь; в дороге Джессика объясняет, что Акме тогда в её гримёрке сообщил ей, что это судья хочет завладеть Мультауном. Эдди спрашивает про завещание, но в конверте, отданном Акме Джессике, был только пустой лист. На выезде из Мультауна их ловит судья и отвозит на склад Акме, а когда туда позже проникает и Роджер, то судья ловит и его. Мультяшка-такси по просьбе Роджера уехал за подкреплением в виде полиции. Затем судья раскрывает, что это он владелец «Кловерлиф». Он видел проектную документацию, согласно которой муниципалитет собирается проложить недалеко от Мультауна автостраду, и сам планирует обогатиться, застроив прилегающую к будущей автостраде территорию закусочными быстрого обслуживания, автозаправками и прочим. И теперь, если завещание не будет найдено вовремя, городские власти продадут Мультаун компании «Кловерлиф», и судья Рок, дабы осуществить свой план уничтожит город со всеми его обитателями, залив его «сиропом».
Судья и его подручные-хорьки разбрызгивают из гидравлической пушки «сироп», пытаясь убить пленённых Роджера и Джессику, но Эдди вовремя вмешивается и побеждает хорьков, в буквальном смысле рассмешив их до смерти. Во время заключительного поединка выясняется, что судья Рок — тоже мультяшка: после того, как по нему проехался асфальтный каток, он остаётся жив и только расплющивается, а потом с помощью баллона с гелием восстанавливается и начинает говорить писклявым голосом. Более того, именно он когда-то убил брата Эдди. Судья снова нападает на Эдди, и в этой схватке Эдди сбивает вентиль с ёмкости, содержащей «сироп». Судья гибнет в страшных мучениях, тая в луже придуманного им же растворителя. От него остаётся только повреждённая маскировка (кем он был на самом деле, так и остаётся загадкой). Эдди освобождает Роджера и Джессику, а мультяшка-такси прибывает сюда вместе с полицейскими, в числе которых и лейтенант Сатино. Пушка же выходит из строя, пробивает стену склада и въезжает в Мультаун, где её сносит промчавшийся поезд. Собравшиеся мультяшки размышляют о том, какой будет теперь их судьба, раз завещание так и не найдено. Но тут на рубашке Эдди снова проявляется пятно от чернил, которыми Акме брызнул на него в тот раз. Роджер объясняет, что это специфика этих чернил: они исчезают только на время. Это даёт Эдди подсказку, и он просит Роджера зачитать вслух его любовную записку Джессике. Роджер начинает читать, но затем обнаруживает, что на бумаге проступает текст, которым и оказывается завещание: все права на Мультаун теперь действительно отходят в вечное пользование мультяшкам. Все мультяшки счастливо исполняют песню «Smile, Darn Ya, Smile».

## В ролях
| Актёр (актриса)                      | Персонаж                       |      |
| Люди                                 | Люди                           | Люди |
| ------------------------------------ | ------------------------------ | ---- |
| Боб Хоскинс                          | Эдди Валиант                   |      |
| Кристофер Ллойд                      | судья Рок                      |      |
| Джоанна Кэссиди                      | Долорес                        |      |
| Стабби Кэй                           | Марвин Акме                    |      |
| Алан Тилверн                         | мистер Марун                   |      |
| Пол Спрингер                         | Оги                            |      |
| Эдвин Крэйг                          | ковбой                         |      |
| Линдси Холидей                       | солдат                         |      |
| Юджин Гвиртеррес                     | Тедди Валиант                  |      |
| Джоэл Сильвер                        | режиссёр Рауль                 |      |
| Ришар Ле Парментье                   | лейтенант Сантино              |      |
| Ричард Райдингс                      | Анджело                        |      |
| Майк Эдмондс                         | Стретч                         |      |
| Морган Дир                           | редактор                       |      |
| Дэнни Капри                          | 1-й ребёнок                    |      |
| Кристофер Холлоси                    | 2-й ребёнок                    |      |
| Джон-Пол Сипла                       | 3-й ребёнок                    |      |
| Джоэл Катрер                         | 1-й судебный пристав           |      |
| Билли Джей Митчелл                   | 2-й судебный пристав           |      |
| Эрик Би Синдон                       | почтальон                      |      |
| Эд Хёрлихи                           | диктор                         |      |
| Джеймс О’Коннелл                     | кондуктор                      |      |
| Мультипликационные персонажи         |                                |      |
| Чарльз Флейшер                       | Роджер Рэббит                  |      |
| Чарльз Флейшер                       | такси Бенни                    |      |
| Чарльз Флейшер                       | хорьки, приспешники судьи Рока |      |
| Дэвид Лэндер                         |                                |      |
| Фред Ньюман                          |                                |      |
| Джун Форей                           |                                |      |
| Лена Гиена                           |                                |      |
| Бетси Брэнтли / Кэтлин Тёрнер        | Джессика Рэббит                |      |
| Лу Хирш                              | Малыш Герман                   |      |
| Walt Disney Company                  |                                |      |
| Уэйн Оллвэйн                         | Микки Маус                     |      |
| Расси Тейлор                         | Минни Маус                     |      |
| Тони Ансельмо                        | Дональд Дак                    |      |
|                                      | Дейзи Дак                      |      |
| Тони Поуп                            | Гуфи                           |      |
|                                      | Плуто                          |      |
|                                      | Белоснежка                     |      |
|                                      | Майкл и Майло Филдмаус         |      |
|                                      | Пятачок                        |      |
|                                      | Клара Клак                     |      |
|                                      | Питер Пэн                      |      |
| Фрэнк Уэлкер                         | Дамбо                          |      |
| Питер Уэсти                          | Пиноккио                       |      |
|                                      | Бэмби                          |      |
|                                      | Братец Медведь                 |      |
|                                      | Динь-динь                      |      |
|                                      | Бык Фердинанд                  |      |
|                                      | Простачок                      |      |
| Warner Bros.                         |                                |      |
| Мэл Бланк                            | Багз Банни                     |      |
| Мэл Бланк                            | Даффи Дак                      |      |
| Мэл Бланк                            | Кот Сильвестр                  |      |
| Мэл Бланк                            | Порки Пиг                      |      |
| Мэл Бланк                            | Твити                          |      |
|                                      | Спиди Гонсалес                 |      |
|                                      | Хитрый койот и Дорожный бегун  |      |
| Джо Аласки                           | Йоземит Сэм и Фоггорн Леггорн  |      |
| MGM                                  |                                |      |
| Ричард Уильямс                       | Друпи                          |      |
| Paramount Pictures/Fleischer Studios |                                |      |
| Мэй Куэстел                          | Бетти Буп                      |      |
|                                      | Кот Феликс                     |      |
| Universal Pictures/Walter Lantz      |                                |      |
| Черри Дэвис                          | Вуди Вудпекер                  |      |
|                                      | Чилли Вилли                    |      |

## Саундтрек
Музыку к фильму написал постоянный композитор фильмов Земекиса Алан Сильвестри. Композиции исполнил Лондонский симфонический оркестр под руководством самого Сильвестри, при этом музыкальные темы Джессики были полностью сымпровизированы оркестром. В целом музыка для фильма написана под сильным влиянием работ Карла Стеллинга. Также в фильме звучит песня Джо Маккоя «Why Don’t You Do Right?» в исполнении Эми Ирвинг.
Саундтрек был впервые выпущен Touchstone Records 22 июня 1988 года на CD и LP в США и некоторых европейских странах. 16 апреля 2002 года саундтрек был переиздан Walt Disney Records на CD.
| №   | Название                                       | Исполнители                | Длительность |
| --- | ---------------------------------------------- | -------------------------- | ------------ |
| 1.  | «Maroon Logo»                                  | Сильвестри и ЛСО           | 0:19         |
| 2.  | «Maroon Cartoon»                               | Сильвестри и ЛСО           | 3:25         |
| 3.  | «Valiant & Valiant»                            | Сильвестри и ЛСО           | 4:22         |
| 4.  | «The Weasels»                                  | Сильвестри и ЛСО           | 2:08         |
| 5.  | «Hungarian Rhapsody (Dueling Pianos)»          | Тони Ансельмо, Мел Бланк   | 1:53         |
| 6.  | «Judge Doom»                                   | Сильвестри и ЛСО           | 3:47         |
| 7.  | «Why Don't You Do Right?»                      | Эми Ирвинг, Чарльз Флейшер | 3:07         |
| 8.  | «No Justice for Toons»                         | Сильвестри и ЛСО           | 2:45         |
| 9.  | «The Merry-Go-Round Broke Down (Roger's Song)» | Fleischer                  | 0:47         |
| 10. | «Jessica's Theme»                              | Сильвестри и ЛСО           | 2:03         |
| 11. | «Toontown»                                     | Сильвестри и ЛСО           | 1:57         |
| 12. | «Eddie's Theme»                                | Сильвестри и ЛСО           | 5:22         |
| 13. | «The Gag Factory»                              | Сильвестри и ЛСО           | 3:48         |
| 14. | «The Will»                                     | Сильвестри и ЛСО           | 1:10         |
| 15. | «Smile, Darn Ya, Smile!/That's All Folks»      | Toon Chorus                | 1:17         |
| 16. | «End Title (Who Framed Roger Rabbit)»          | Сильвестри и ЛСО           | 4:56         |

## Факты
- Сюжет фильма основан на так называемом «трамвайном сговоре», в котором General Motors, Standard Oil и Firestone Tires образовали National City Lines, и эта компания выкупила и преднамеренно разрушила трамвайную систему «Red Car» в Лос-Анджелесе в 1940—1950-х годах[9]. В фильме вымышленная корпорация «Cloverleaf Industry», принадлежащая судье Року, также выкупает трамвайное депо, «чтобы закрыть его». Также наличие трамвайной системы в Голливуде является вымышленным, поскольку в этом городе в реальности трамваи не ходили.. В фильме показаны трамваи Питера Уитта. Местная пивная называется «Terminal station Bar» (бар «Конечная остановка»).

- Кинорежиссёр Терри Гиллиам получил предложение снимать фильм, но отказался, посчитав картину чересчур сложной технически. Позже Гиллиам сожалел о своём отказе[10].

- Первоначально на роль Эдди Валианта Роберт Земескис и Стивен Спилберг планировали пригласить Харрисона Форда, однако вынуждены были отказаться ввиду высокой цены актёра[11]. Прежде чем выбор пал на Боба Хоскинса, роль предлагалась Чеви Чейзу, который не выразил заинтересованности, и Биллу Мюррею. Последний позднее не смог припомнить, чтобы получал такое предложение, и был огорчён упущенной возможностью[12]. Эдди Мёрфи посчитал, что роль станет провальной, но позднее тоже жалел об этом[13]. Среди кандидатов на роль также значились Роберт Редфорд, Сильвестр Сталлоне, Джек Николсон[14].

## Отзывы критиков
Хотя пробные показы фокус-группам предвещали провал, выход «Кролика Роджера» в широкий прокат 21 июня 1988 года был встречен в целом положительно. Влиятельные американские критики Джин Сискэль и Роджер Эберт включили фильм в свои списки десяти лучших фильмов 1988 года. Эберт охарактеризовал его, как «лёгкий, очаровательный с первого и до последнего кадра игровой фильм, это весёлый, легкомысленный, дурашливый праздник, который только можно устроить с помощью кинокамеры». Кинокритики с сайта Rotten Tomatoes поставили фильм «Кто подставил кролика Роджера» на 29-е место в рейтинге «Best of Rotten Tomatoes», в который заносятся фильмы со стопроцентно положительными отзывами. По мнению М. Попова, после засилья в США дешёвых мультсериалов с 1970-х годов эта лента воскресила интерес к мультфильмам как искусству и стала фундаментом бума трёхмерной анимации, начавшегося в следующем десятилетии.
Несмотря на множество высоких оценок, фильм также получил и негативные отзывы в свой адрес. Основная доля критики основана на противоречивом тоне фильма, в котором комичные мультипликационные персонажи наложены на мрачный сюжет фильма-нуар. Хотя сочетание этих двух составляющих было изначально задумано создателями фильма, некоторые критики чувствовали, что тон фильма слишком противоречив, из-за чего невозможно однозначно сказать, детский ли это фильм или же фильм для взрослых. Явное и навязчивое использование темы секса (Джессика Рэббит) и бессмысленной жестокости (судья Рок) многим американским родителям и зрителям в анимации представлялось неуместным. Отмечая, что одна из сюжетных линий содержит пародию на фильм Романа Полански «Китайский квартал», Роберт Касл в рецензии, опубликованной в журнале Bright Lights Film Journal, задаётся вопросом, насколько серьёзным был расчёт авторов — Земекиса и Спилберга — включить аллюзию на эпизод с сексуальным подтекстом в семейный фильм.
Фильм удостоен четырёх премий «Оскар» Киноакадемии: «Лучшие звуковые эффекты», «Лучшие визуальные эффекты», «Лучший монтаж фильма» и поощрительная премия Ричарду Вильямсу как «режиссёру анимации и создателю анимационных персонажей». Фильм выдвигался ещё на следующие номинации: «Лучшее художественное оформление», «Лучшая операторская работа» и «Лучшее звуковое оформление».

## Вклад фильма в кинематограф
Фильм «Кто подставил Роджера Рэббита» открыл новую эру в американской анимации. С широким распространением мультипликации на телевидении начиная с 1960-х годов эта область медленно деградировала до уровня т. н. «утренних субботних шоу» (низкобюджетных телевизионных мультсериалов). Даже такие гиганты мультипликации, как Walt Disney Company, не видели перспектив анимационного производства как главного направления деятельности. Этот дорогой фильм (стоимость производства 70 миллионов долларов — даже по нынешним меркам приличная сумма) был очень рискованным шагом для компании, и риск был оправдан позже превосходной окупаемостью. После «Роджера Рэббита» возобновился интерес к истории анимации и людям-легендам в этой области, таким как Текс Эйвери, Чак Джонс, «Touchstone» и «Disney» в попытках восстановить практику кинопроизводства короткометражной мультипликации.
Впервые персонажи от нескольких анимационных студий, таких как Walt Disney Company, Universal Pictures, MGM, Republic Pictures, Turner Entertainment, Warner Bros., появляются на экране одновременно в одном фильме. Так, впервые встретились в кадре Багз Банни и Микки Маус, Даффи Дак и Дональд Дак.

## Награды и номинации
| Премия                             | Категория                                                                                                   | Номинант(ы)                                                   | Результат | Пр.           |
| ---------------------------------- | --- | ------------------------------------------------------------- | --------- | ------------- |
| BAFTA                              | Лучший адаптированный сценарий                                                                              | Джеффри Прайс и Питер С. Симен                                | Номинация | [ 20 ]        |
| BAFTA                              | Лучшие визуальные эффекты                                                                                   | Джордж Гиббс, Ричард Уильямс, Кен Ралстон и Эдвард Джонс      | Победа    | [ 20 ]        |
| BAFTA                              | Лучший монтаж                                                                                               | Артур Шмидт                                                   | Номинация | [ 20 ]        |
| BAFTA                              | Лучшая операторская работа                                                                                  | Дин Канди                                                     | Номинация | [ 20 ]        |
| BAFTA                              | Лучшая работа художника-постановщика                                                                        | Эллиот Скотт                                                  | Номинация | [ 20 ]        |
| Американская ассоциация монтажёров | Лучший монтаж полнометражного фильма                                                                        | Артур Шмидт                                                   | Номинация |               |
| Британское общество кинооператоров | Лучшая операторская работа в театральном художественном фильме                                              | Дин Канди                                                     | Номинация | [ 22 ]        |
| Гильдия режиссёров Америки         | Лучшая режиссура — Художественный фильм                                                                     | Роберт Земекис                                                | Номинация | [ 23 ]        |
| Гильдия сценаристов США            | Лучший адаптированный сценарий                                                                              | Джеффри Прайс и Питер С. Симен                                | Номинация | [ 24 ]        |
| Грэмми                             | Лучший альбом с оригинальной инструментальной фоновой партитурой, написанной для кинофильма или телевидения | Алан Сильвестри                                               | Номинация | [ 25 ]        |
| Золотой глобус                     | Лучшая мужская роль — комедия или мюзикл                                                                    | Боб Хоскинс                                                   | Номинация | [ 26 ]        |
| Золотой глобус                     | Лучший фильм — комедия или мюзикл                                                                           | Лучший фильм — комедия или мюзикл                             | Номинация | [ 26 ]        |
| Оскар                              | Лучшие визуальные эффекты                                                                                   | Кен Ралстон, Ричард Уильямс, Эдвард Джонс и Джордж Гиббс      | Победа    | [ 28 ]        |
| Оскар                              | Лучший звук                                                                                                 | Роберт Кнудсон, Джон Бойд, Дон Дигироламо и Тони Доу          | Номинация | [ 28 ]        |
| Оскар                              | Лучший звуковой монтаж                                                                                      | Чарльз Л. Кэмпбелл и Луи Эдеманн                              | Победа    | [ 28 ]        |
| Оскар                              | Лучший монтаж                                                                                               | Артур Шмидт                                                   | Победа    | [ 28 ]        |
| Оскар                              | Лучшая операторская работа                                                                                  | Дин Канди                                                     | Номинация | [ 28 ]        |
| Оскар                              | Лучшая работа художника-постановщика                                                                        | Постановщик: Эллиот Скотт; Декоратор: Питер Хоуитт            | Номинация | [ 28 ]        |
| Оскар                              | Премия за особые достижения                                                                                 | Ричард Уильямс                                                | Победа    | [ 28 ]        |
| Сатурн                             | Лучший киноактёр                                                                                            | Боб Хоскинс                                                   | Номинация | [ 32 ] [ 33 ] |
| Сатурн                             | Лучший киноактёр второго плана                                                                              | Кристофер Ллойд                                               | Номинация | [ 32 ] [ 33 ] |
| Сатурн                             | Лучшая киноактриса второго плана                                                                            | Джоанна Кэссиди                                               | Номинация | [ 32 ] [ 33 ] |
| Сатурн                             | Лучшая музыка                                                                                               | Алан Сильвестри                                               | Номинация | [ 32 ] [ 33 ] |
| Сатурн                             | Лучшая режиссура                                                                                            | Роберт Земекис                                                | Победа    | [ 32 ] [ 33 ] |
| Сатурн                             | Лучшие спецэффекты                                                                                          | Джордж Гиббс, Кен Ралстон и Ричард Уильямс                    | Победа    | [ 32 ] [ 33 ] |
| Сатурн                             | Лучший сценарий                                                                                             | Джеффри Прайс и Питер С. Симен                                | Номинация | [ 32 ] [ 33 ] |
| Сатурн                             | Лучший фэнтези-фильм                                                                                        | Лучший фэнтези-фильм                                          | Победа    | [ 32 ] [ 33 ] |
| Хьюго                              | Лучшая постановка                                                                                           | Роберт Земекис, Джеффри Прайс, Питер С. Симен и Гэри К. Вульф | Победа    | [ 34 ]        |
| Энни                               | Лучшее индивидуальное техническое достижение                                                                | Ричард Уильямс                                                | Победа    | [ 35 ]        |